# Daisuke Hanahara
Daisuke Hanahara (jap. 花原大介 Hanahara Daisuke; ur. 11 grudnia 1969 w Tokio) – japoński zapaśnik w stylu klasycznym. Olimpijczyk z Barcelony 1992, gdzie zajął jedenaste miejsce w kategorii 59 kg.
Osiemnasty na mistrzostwach świata w 1995. Srebrny medalista mistrzostw Azji w 1995.